# 1638
- Wikisource

| Calendário gregoriano                                                        | 1638 MDCXXXVIII                      |
| Ab urbe condita                                                              | 2391                                 |
| Calendário arménio                                                           | 1087 – 1088                          |
| Calendário bahá'í                                                            | -206 – -205                          |
| Calendário budista                                                           | 2182                                 |
| Calendário chinês                                                            | 4334 – 4335 Início a 14 de fevereiro |
| Calendário copta                                                             | 1354 – 1355                          |
| Calendário etíope                                                            | 1630 – 1631                          |
| Calendários hindus - Vikram Samvat - Calendário nacional indiano - Cáli Iuga | 1693 – 1694 1559 – 1560 4738 – 4739  |
| Calendário Holoceno                                                          | 11638                                |
| Calendário islâmico                                                          | 1048 – 1049                          |
| Calendário judaico                                                           | 5398 – 5399                          |
| Calendário persa                                                             | 1016 – 1017                          |
| Calendário rúnico                                                            | 1888                                 |
| Calendário solar tailandês                                                   | 2181                                 |

1638 (MDCXXXVIII, na numeração romana) foi um ano comum do século XVII do actual Calendário Gregoriano, da Era de Cristo,  e a sua letra dominical foi C, teve 52 semanas,  início a uma sexta-feira e terminou também a uma sexta-feira.
| Ano completo                       |
| ---------------------------------- |
| Ano comum com início à sexta-feira |

## Eventos
- D. Duarte, irmão de D. João IV, visitou Portugal. Como o duque de Bragança estava reticente a chefiar a revolução, tentaram convence-lo,sem que ele aceitasse. Mais tarde, Filipe IV. Conseguiria persuadir o Sacro Imperador Romano-Germânico a entregar-lhe D. Duarte, que viria a falecer encarcerado no castelo de Milão.

### Março
- 29 de março -  Os suecos chegam nos navios Kalmare Nyckel e Fågel Grip à América, e estabelecem o primeiro assentamento permanente em Delaware, chamado Nova Suécia.

### Julho
- 3 de julho - Erupção submarina ao largo da Candelária, ilha de São Miguel, Açores.[1]

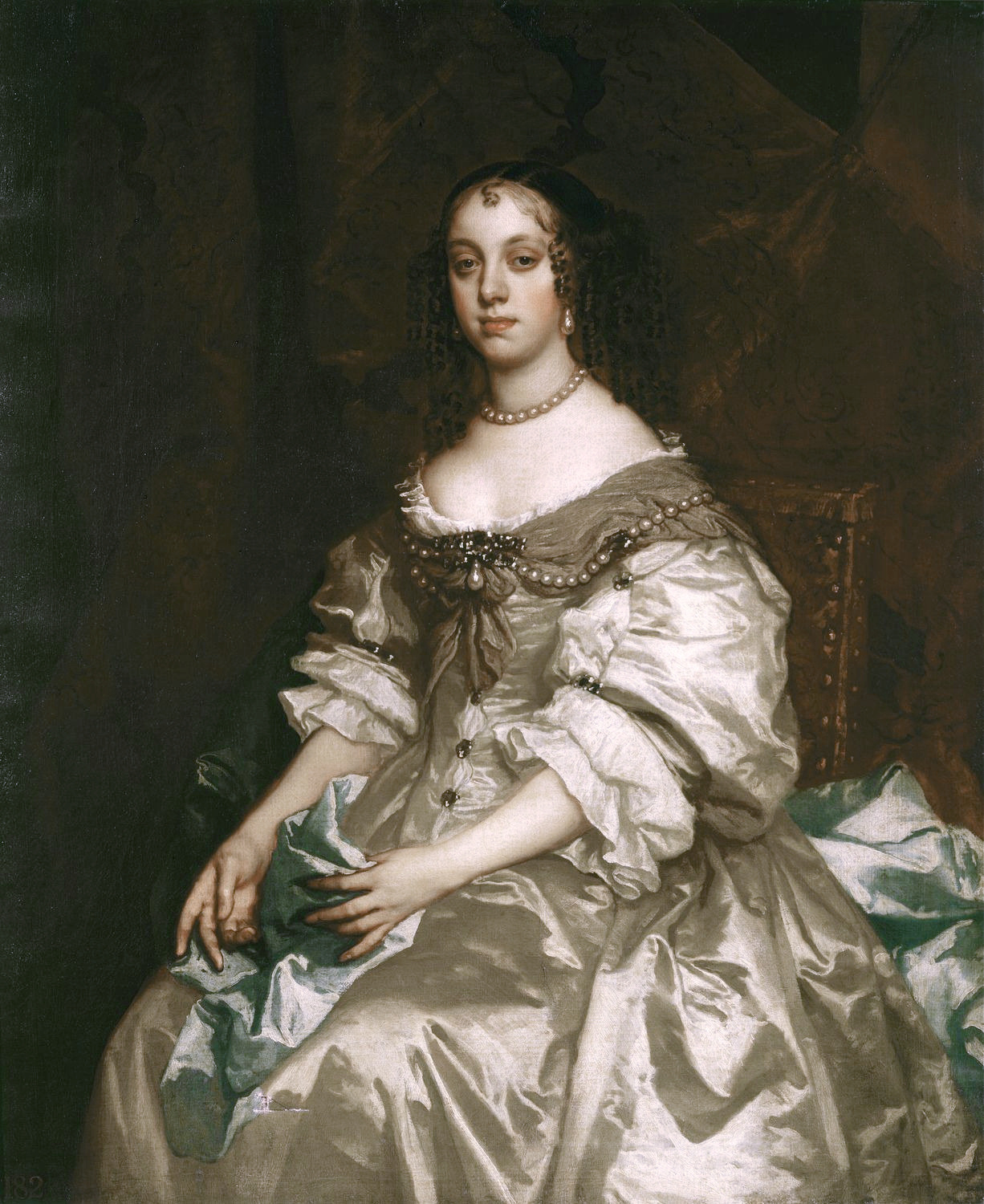
Catarina de Bragança (1638-1705), rainha de Inglaterra, Escócia e Irlanda por casamento com Carlos II de Inglaterra. Pintura de Peter Lely (1663-65). Royal Collection.

### Em andamento
- Guerra dos Trinta Anos (1618–1648)

## Nascimentos
- 23 de Março - Frederik Ruysch, foi médico, botânico e anatomista holandês.  (m. 1731).
- 05 de Setembro - Luís XIV de França em Saint-Germain-en-Laye, Yvelines, próximo a Paris.
- 20 de setembro - Maria Teresa de Espanha, rainha consorte de Luís XIV de França
- 26 de Novembro - Catarina de Bragança, rainha consorte britânica.
- Tenzin Rabgye, foi um Desi Druks do reino do Butão, m. 1696.

## Mortes
- 26 de Fevereiro - Bachet de Méziriac, teólogo, matemático, poeta, latinista e tradutor francês (n. 1581).